# Adanamassakern
Adanamassakern, eller massakern i Adana, var de turkiska pogromerna på armenier i staden med samma namn den 13 april år 1909. Mellan 15000 och 30000 armenier beräknas ha omkommit till följd av övergreppen. Motsättningarna i Osmanska riket skulle år 1915 kulminera i det armeniska folkmordet.
Adana är idag en del av Turkiets södra kust mot Medelhavet.